# Čreta, Hoče - Slivnica
Čreta je naselje v Občini Hoče - Slivnica.
Vas leži na obrobju pohorja v dolini ob Polanskem potoku in na hribu, kjer se nahaja tudi kapela svetega križa. Na skrajnem vzhodu kraja so ruševine Slivniškega gradu.